# Vaux-sur-Blaise
Vaux-sur-Blaise là một xã thuộc tỉnh Haute-Marne trong vùng Grand Est đông bắc nước Pháp.